# يوجين غلازر
يوجين غلازر (بالإنجليزية: Eugene Glazer)‏ هو مبارز بالسيف أمريكي، ولد في 24 نوفمبر 1939 في نيويورك في الولايات المتحدة.

## وصلات خارجية
- يوجين غلازر على موقع أوليمبيديا (الإنجليزية)